# Ultras (absolutismo)

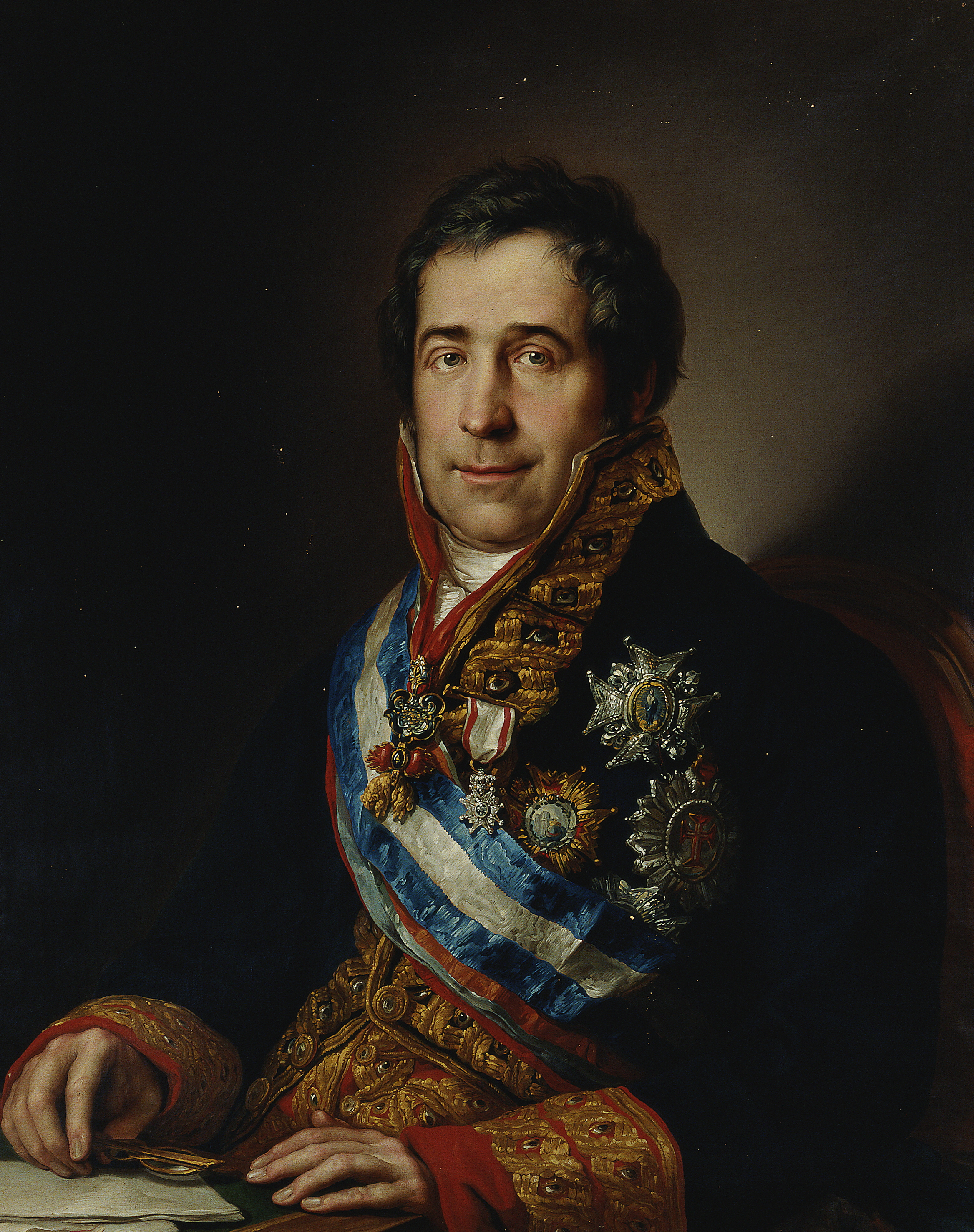
Francisco Tadeo Calomarde, Secretario del Despacho de Gracia y Justicia entre 1823 y 1833, fue el ultra más influyente de toda la Década Ominosa. Cayó en desgracia a raíz de su actuación en los Sucesos de La Granja de 1832. Huyó a Francia disfrazado de fraile.

Ultras o apostólicos, también llamados ultrarrealistas o ultraabsolutistas, es el nombre que recibieron en la Década Ominosa (1823-1833), último periodo del reinado de Fernando VII de España, los defensores de un absolutismo intransigente, extremista o «puro» por oposición a los absolutistas «reformistas» que eran partidarios de «suavizar» el absolutismo haciendo caso a las advertencias de la Cuádruple Alianza y de la Francia borbónica restaurada, cuya intervención en España había puesto fin el 1 de octubre de 1823 al régimen constitucional instaurado tras el triunfo de la Revolución española de 1820. 
Los ultras o apostólicos defendían la restauración completa del absolutismo, incluyendo el restablecimiento de la Inquisición que el rey Fernando VII, presionado por las potencias europeas, no había repuesto tras su abolición por los liberales durante el Trienio. Tenían a su principal valedor en el hermano del rey, Carlos María Isidro de Borbón —heredero al trono porque Fernando VII después de tres matrimonios no había conseguido tener descendencia―, y por eso también se les llamaba en ocasiones «carlistas». Los ultras o apostólicos protagonizaron varias insurrecciones como la de Joaquín Capapé (1824) y la de Jorge Bessières (1825) pero el conflicto más grave que provocaron fue la Guerra dels Malcontents que se produjo en 1827 y tuvo como escenario Cataluña.

## Denominación
La denominación de «ultras» surgió de sus propias filas. El periódico El Restaurador publicó a principios de 1824 un artículo titulado «Breves reflexiones sobre los ultras» en el que los definía como «sujetos de las primeras clases del estado, de las más distinguidas familias de la sociedad… que… sostienen los principios de la legitimidad y el orden. […] Defenderán de palabra y de obra que no puede haber seguridad en los tronos mientras mendiguen el sufragio popular; que no puede haber verdadera sociedad sin que haya clases y jerarquías; que las innovaciones filantrópicas no son más que reclamos para la depredación y tiranía jacobinas». Por su parte los liberales los solían llamar «apostólicos».
A partir de 1830 los ultras o apostólicos pasarán a llamarse «carlistas» al tomar partido por el infante Carlos María Isidro de Borbón en el pleito sucesorio que se produjo al promulgar Fernando VII la Pragmática Sanción de 1830 en virtud de la cual la herencia de la Corona española pasó de su hermano don Carlos a su hija recién nacida Isabel. Tras la muerte de Fernando en septiembre de 1833 el pleito sucesorio desembocó en la primera guerra carlista.

## Ideología
Ángel Bahamonde y Jesús A. Martínez han sostenido que las diferencias entre los que ellos prefieren denominar los «reformistas antiliberales» y los «ultras realistas» no eran políticas, pues compartían el mismo objetivo («el mantenimiento del Estado absoluto»), sino de «estrategia». Los primeros propugnaban un «reformismo administrativista sin aperturas políticas» o «reformismo técnico», mientras que los segundos se oponían a cualquier cambio, por limitado que fuese. Como ha señalado Josep Fontana, lo que unía al heterogéneo conglomerado humano que integraba el ultrarrealismo era «la hostilidad al liberalismo burgués del trienio ―y el miedo a que el absolutismo moderado pueda conducir a restablecerlo, aunque sea sólo parcialmente―». Por eso lo que reclamaban los ultras o apostólicos era «el mantenimiento  intacto del absolutismo y la lucha ideológica contra las ideas modernas que identificaban con el liberalismo».

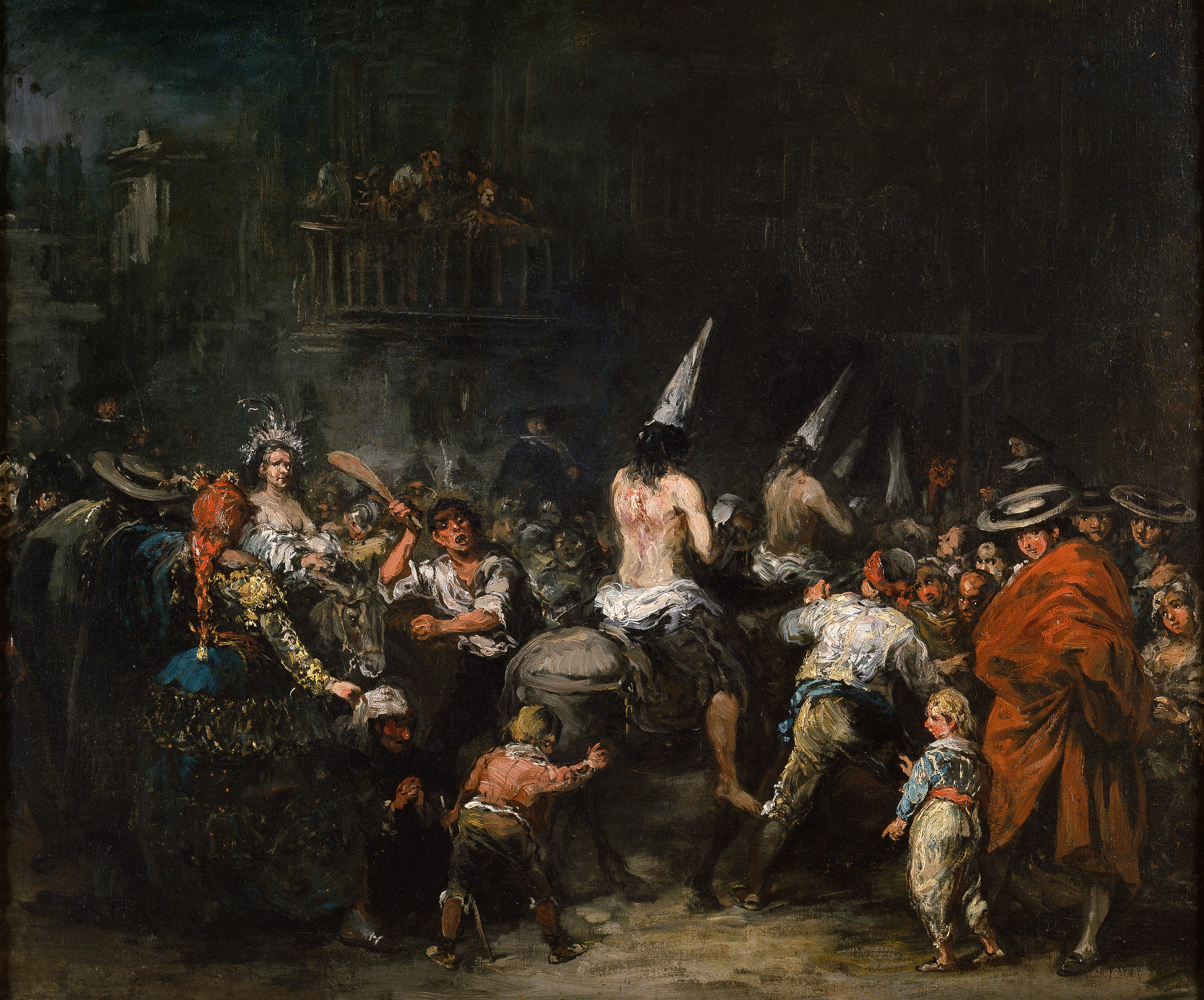
«Condenados por la Inquisición», de Eugenio Lucas (Museo del Prado). La decisión de no restaurar la Inquisición fue uno de los motivos, si no el principal, de la ruptura de los «ultras» con los «reformistas».

Emilio La Parra López ha destacado que, si bien los dos grupos defendían la monarquía absoluta, las diferencias no eran sólo de «estrategia» contrarrevolucionaria para conservarla, sino que también se debían a las distintas tradiciones políticas y culturales de las que procedían. Los «realistas moderados o pragmáticos», como los llama La Parra López, eran herederos de la élite de ilustrados que estuvieron al servicio del Estado durante los reinados de Carlos III y de Carlos IV y que habían puesto «todo su empeño en superar los obstáculos presentados por la aristocracia y el clero a los cambios necesarios para el país» ―todos ellos eran regalistas por lo que se ganaron la antipatía de la mayor parte de los eclesiásticos―. Los «realistas radicales, o ultras», por el contrario, se nutrían del pensamiento reaccionario opuesto a la Ilustración y consideraban las reformas que propugnaban los «moderados», aunque fueran de carácter básicamente administrativo, como un atentado al orden natural establecido por Dios y causante de la «anarquía». «Aspiraban a establecer una estrecha alianza entre el trono y el altar, entendiendo que los intereses del altar [la Iglesia] estaban por encima de los del trono [la Monarquía] y, en consecuencia, las leyes civiles debían atenerse a los principios de la religión (teocracia). El único intérprete de este “orden” natural era la Iglesia de Roma, de ahí su ultramontanismo y la relevancia atribuida a los eclesiásticos en la vida pública». De ahí también su insistencia en la restauración de la Inquisición ―«Inquisición, Señor, Inquisición, para que se exterminen las doctrinas heréticas y subversivas», le reclamaban al rey desde Rueda― o que cuando menos, como pidió el «ultra» marqués de Villaverde de Limia, todos los libros extranjeros que entraran en el país se enviaran al obispo más próximo para que los autorizara o «los mande quemar inmediatamente…, sin otra apelación o juicio secular».
En su oposición a las reformas de los absolutistas «moderados», que tachaban de «liberales», los ultras o apostólicos aducían que muchos de los funcionarios nombrados para la Secretaría del Despacho de Hacienda eran antiguos afrancesados o liberales, lo cual era en buena parte cierto porque Luis López Ballesteros había primado en su designación la capacidad técnica antes que la pasada filiación política. «Se ven en las oficinas de Hacienda muchos liberales convencidos», afirmaba un ultra en 1825; «en Hacienda hay una orden para que se admita a destinos toda casta de pájaros», decía otro ultra tres años después; «en Hacienda ya está puesta la Constitución», decía un tercero en 1830.
Tampoco entendían la necesidad de las reformas pues tenían «una visión irreal de las cosas», como lo demostrarían las quiméricas propuestas para recuperar el Imperio americano o la iniciativa del Consejo de Estado, donde los «ultras» tenían la mayoría, de sacar a pública subasta la exportación de sanguijuelas para paliar el déficit de la Hacienda. «Al final, la principal diferencia entre moderados y ultras radicaba en el mayor sentido de la realidad de los primeros frente a las obsesiones y las fantasías que regían el comportamiento de los segundos», ha señalado Juan Francisco Fuentes. El referente de los «ultras» Don Carlos, hermano del rey y heredero al trono mientras Fernando VII continuara sin tener descendencia, lo fiaba todo a la religión y a la Providencia. En una carta escribió: «Haya santo temor de Dios y con esto hay buenas costumbres, virtudes, paz, tranquilidad, alegría y todo».

## Historia

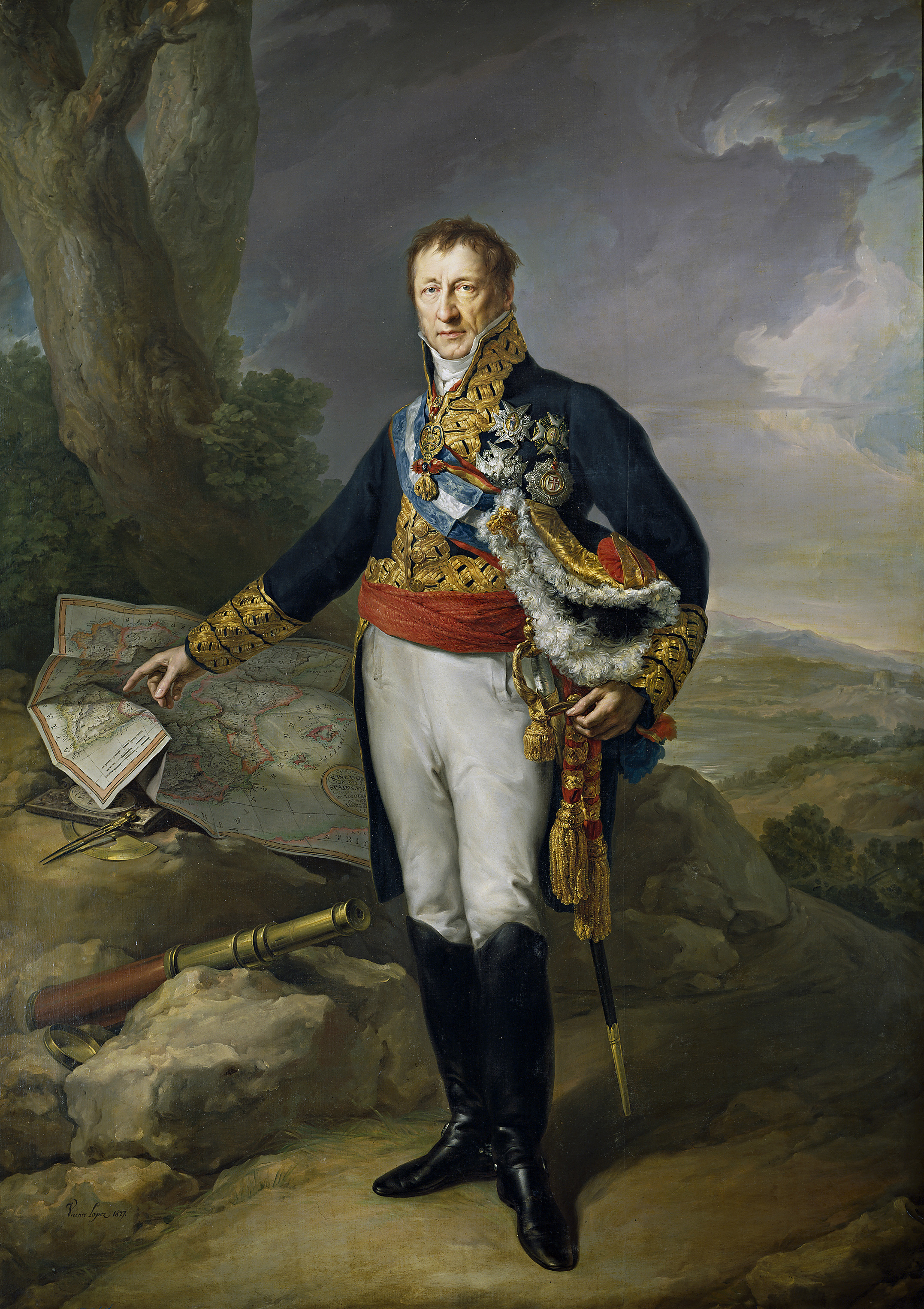
Retrato de Pedro de Alcántara Álvarez de Toledo, duque del Infantado, por Vicente López Portaña (1827). El duque fue uno de los ultras más destacados. Entre octubre de 1825 y agosto de 1826 estuvo al frente del gobierno al ser nombrado por Fernando VII Secretario del Despacho de Estado.

Los «ultras» o «apostólicos» tenían su origen en los realistas que combatieron a los liberales durante el Trienio en la guerra civil de 1822-1823. Su mayor influencia y capacidad de movilización se produjo en el último período de la guerra, cuando el poder ―en nombre de Fernando VII que continuaba «cautivo» de los liberales― lo detentó la Regencia absolutista ―que en mayo de 1823 había nombrado en Madrid el duque de Angulema, comandante en jefe del ejército francés de los ‘’Cien Mil Hijos de San Luis’’― ya que su ideario coincidía plenamente con la política aplicada por aquella ―que estaba «destinada a sentar las bases para el establecimiento de un régimen absoluto de cariz teocrático, fundado retóricamente en la alianza entre trono y altar, en el que la Inquisición, restituida en todo su poder histórico, sería uno de los organismos vertebradores»― como se demostró en la gran movilización que consiguió dejar sin efecto la Ordenanza de Andújar.
Fue precisamente en ese periodo, de mayo a septiembre de 1823, cuando nacieron o cobraron impulso las sociedades secretas utraabsolutistas, como la Junta Apostólica o El Ángel Exterminador. Esa fue la herencia política que le dejó la Regencia a Fernando VII, según Emilio La Parra López: «la consolidación de grupos de fanáticos absolutistas, que se consideraron con derecho a imprimir en la vida pública española un giro extremista de claro sabor clerical. Es lo que podemos denominar realismo extremista o ultra». «Recibieron el respaldo de quienes se sentían perjudicados por la política liberal [del Trienio]: antiguos artesanos con dificultades para proseguir su actividad en un marco productivo que caminaba hacia el capitalismo, campesinos afectados por los bajos precios y los impuestos, pobres de las ciudades, miembros de las partidas realistas, que al ser disueltas quedaron al borde de la miseria y llenos de frustraciones y resentimientos, sobre todo sus mando, y, naturalmente, una multitud de clérigos, en particular los pertenecientes a órdenes religiosas, que por reputarse a sí mismos las principales víctimas del liberalismo, le declararon una guerra sin cuartel».
Un análisis que comparte Josep Fontana: «Acerca del tema de la participación de las masas populares rurales y urbanas al lado de los apostólicos, podríamos decir que buena parte de los grupos que colaboraron se componían de marginados de las transformaciones económicas que se estaban produciendo en aquel tiempo: artesanos sin trabajo a causa de la competencia de la producción industrial moderna (como las mujeres que las máquinas habían dejado sin trabajo en Ripoll), campesinos arruinados por la crisis agraria, “proletarios”, como se les llama en la época, que añoraban los auxilios a la pobreza que el viejo orden les garantizaba. […] La Iglesia, el Antiguo régimen y ellos tenían en común la enemistad hacia el orden liberal burgués que no había aportado respuestas a sus problemas. Pero si aceptaban la retórica política de la contrarrevolución, la teñían con matices populistas de enfrentamiento de los pobres contra los ricos».

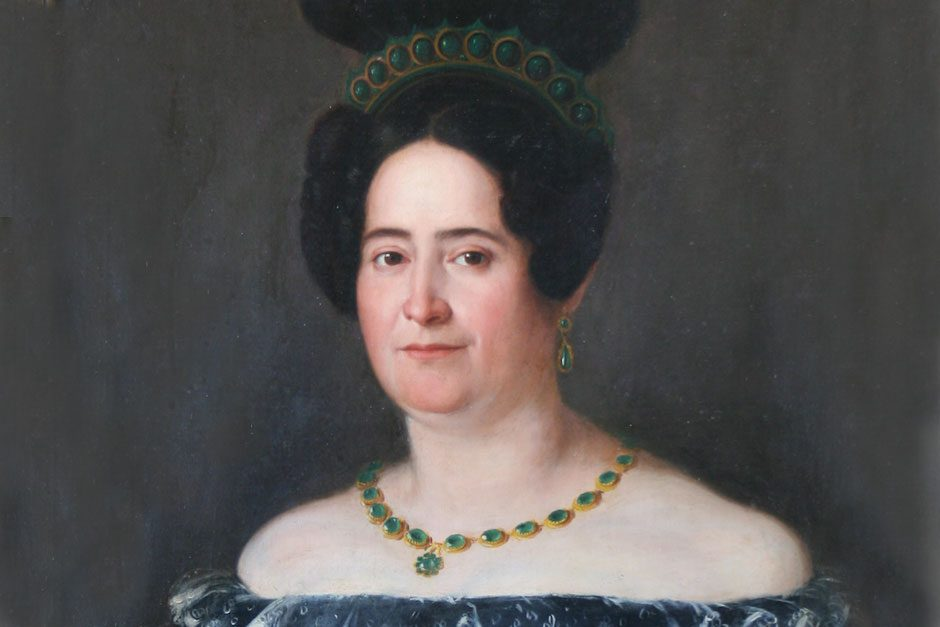
María Teresa de Braganza, princesa de Beira. Ella y su hermana María Francisca de Braganza, esposa de Carlos María Isidro de Borbón, fueron las principales instigadoras, desde el Palacio Real de Madrid, del «partido apostólico», transformado posteriormente en el «partido carlista».

Según Josep Fontana el «partido apostólico» representante de los «ultras» se consolidó entre diciembre de 1823 y 1824 como reacción al nuevo gobierno absolutista «reformista» nombrado a principios de diciembre por Fernando VII por la presión de las potencias europeas. Contra estos absolutistas moderados «harán una guerra civil larvada, dirigida por sociedades secretas y grupos de conspiradores», por lo que «durante los años siguientes los gobiernos de Fernando VII deberán moverse entre la doble amenaza de los liberales y de los ultras».
Aunque en algunas ocasiones las sociedades secretas absolutistas «podían llegar a asociarse para un objetivo concreto… no existía nada que se pareciese a una organización centralizada», lo que constituirá un factor clave en el fracaso de las insurrecciones ultras. «Fueron seguramente los propios ultras los primeros interesados en hacer correr fábulas sobre una junta apostólica que lo controlaba todo ―fábulas que en alguna ocasión estuvieron a punto de ser tomadas en serio incluso por personas bien informadas, como el embajador francés Boislecomte― para fomentar el clima de terror en sus enemigos y parecer más fuertes de lo que realmente eran». Con lo que sí contaron fue con el firme apoyo de la Iglesia española. Y con el «brazo armado» de los Voluntarios Realistas.
En el seno de la familia real los ultras o apostólicos contaban con el apoyo de don Carlos, de su esposa María Francisca de Braganza y de su cuñada la princesa de Beira, hasta el punto que sus habitaciones en Palacio constituían el centro del «partido apostólico». Don Carlos no cejó en advertirle a Fernando VII del equivocado camino que llevaba poniéndose «en manos» de «los malos». «Mira que no te lo deben agradecer porque ya se han apoderado de la casa del vecino y tienen la entrada más practicable», le escribió en julio de 1826 en referencia a Portugal donde se acababa de establecer un régimen constitucional. Le decía que si no actuaba «puedes perder tu corona y acaso la vida, y contigo todos los buenos y perderse en España la religión santa que profesamos». Los ultras también contaban con la hermana del rey Carlota Joaquina de Borbón que estaba casada con Juan VI de Portugal. Esta, comprometida con la causa absolutista portuguesa encarnada por su hijo don Miguel, le escribió a Fernando VII desde Lisboa: «Lo que hago y haré es pedir a Dios que te abra los ojos para no precipitarte y precipitar a todos». Asimismo le requería que recapacitara y viera «en qué camisa de once varas estás metido si no abres los ojos y mudas de sistema». También le exhortó a acabar con todos los liberales: «Tú haz por extinguir  esta cáfila salida del infierno hasta la última raicilla».